# Іванє (Црес)
45°09′ пн. ш. 14°18′ сх. д. / 45.15° пн. ш. 14.30° сх. д.
Іванє (хорв. Ivanje) — населений пункт у Хорватії, у Приморсько-Горанській жупанії у складі міста Црес.

## Населення
Населення за даними перепису 2011 року становило 3 осіб.
Динаміка чисельності населення поселення:

## Клімат
Середня річна температура становить 13,29 °C, середня максимальна – 25,47 °C, а середня мінімальна – 1,93 °C. Середня річна кількість опадів – 1223 мм.
| Клімат поселення                              | Клімат поселення | Клімат поселення | Клімат поселення | Клімат поселення | Клімат поселення | Клімат поселення | Клімат поселення | Клімат поселення | Клімат поселення | Клімат поселення | Клімат поселення | Клімат поселення | Клімат поселення |
| Показник                                      | Січ.             | Лют.             | Бер.             | Квіт.            | Трав.            | Черв.            | Лип.             | Серп.            | Вер.             | Жовт.            | Лист.            | Груд.            |                  |
| Середній максимум, °C                         | 9,18             | 9,13             | 11,29            | 14,98            | 19,73            | 23,72            | 25,47            | 24,68            | 20,82            | 16,64            | 12,06            | 9,46             |                  |
| Середня температура, °C                       | 5,59             | 5,54             | 7,67             | 11,37            | 16,12            | 20,12            | 22,79            | 22,01            | 18,14            | 13,98            | 9,37             | 6,79             |                  |
| Середній мінімум, °C                          | 1,98             | 1,93             | 4,08             | 7,76             | 12,52            | 16,51            | 20,11            | 19,36            | 15,48            | 11,31            | 6,70             | 4,11             |                  |
| Норма опадів, мм                              | 103              | 83               | 87               | 90               | 79               | 92               | 56               | 84               | 117              | 150              | 155              | 127              |                  |
| Середньомісячна швидкість вітру, м/с          | 3.05             | 3.23             | 3.24             | 3.06             | 2.76             | 2.62             | 2.60             | 2.64             | 2.78             | 3.06             | 3.35             | 3.30             |                  |
| Середньомісячна сонячна радіація, кДж/м²·день | 4547             | 7336             | 10716            | 15196            | 19518            | 21231            | 22686            | 19373            | 14192            | 9211             | 4952             | 3799             |                  |
| --------------------------------------------- | ---------------- | ---------------- | ---------------- | ---------------- | ---------------- | ---------------- | ---------------- | ---------------- | ---------------- | ---------------- | ---------------- | ---------------- | ---------------- |
| Джерело:                                      |                  |                  |                  |                  |                  |                  |                  |                  |                  |                  |                  |                  |                  |